# Inka Hämäläinen
Inka Hämäläinen (* 17. Dezember 2005 in Joensuu, Nordkarelien) ist eine finnische Biathletin, die seit 2023 im Weltcup startet.

## Sportliche Laufbahn
Inka Hämäläinen gab ihr internationales Debüt im März 2021 im Alter von 15 Jahren bei den Jugendweltmeisterschaften in Obertilliach und belegte unter anderem Rang 34 im Sprint sowie Platz neun mit der Staffel. Auch im Folgejahr nahm sie an jener Meisterschaft teil und verpasste gemeinsam mit Rebecca Sandnäs und Nea Vähäsarja als Vierte des Staffelbewerbs eine Medaille recht knapp. Zu Beginn des Winters 2022/23 gab die Finnin in Ridnaun ihr Debüt im IBU-Cup und lief in allen drei Wettkämpfen unter die besten 50. Weiterhin nahm sie am Olympischen Jugendfestival 2023 teil und lief in Einzel, Sprint und mit der Mixedstaffel jeweils auf den siebten Rang. Ende November 2023 startete Hämäläinen, als damals zweite Athletin des Geburtsjahres 2005, erstmals bei einem Weltcuprennen und belegte in Östersund im Einzel nach vier Schießfehlern Rang 75 von 99 Startern. Im Laufe der Saison startete sie daraufhin im IBU-Cup, erzielte ihre besten Saisonergebnisse aber bei den Europameisterschaften, Hämäläinen wurde 23. im Einzel und 35. im Sprint. Ihre erste Medaille bei einem internationalen IBU-Wettkampf gewann die Finnin schließlich im August 2024 im Supersprint der Sommerbiathlon-Juniorenweltmeisterschaften hinter der Bulgarin Lora Christowa.
Mit Beginn der Saison 2024/2025 gehörte Hämäläinen erstmals regulär zum Weltcupkader. Auf sich aufmerksam machte sie dabei von Beginn an, die 18-Jährige startete in Kontiolahti sowohl in der Mixed- als auch in der Damenstaffel und lief auf Anhieb zweimal unter die besten Zehn. Ende Dezember erreichte sie in Le Grand-Bornand zudem erstmals ein Verfolgungsrennen im Weltcup. Zu Beginn des neuen Kalenderjahres gelang es ihr dann im Sprint von Oberhof mit Rang 30, erstmals Weltcuppunkte zu gewinnen und bestätigte dies mit Platz 35 im Verfolger. In beiden Wettkämpfen erreichten dabei alle vier finnischen Starterinnen – Hämäläinen, Suvi Minkkinen, Sonja Leinamo und Venla Lehtonen – die Punkteränge. Im folgenden Februar nahm sie zudem erstmals an den Weltmeisterschaften teil, belegte aber Platzierungen außerhalb der Top-50.

## Persönliches
Hämäläinen lebt in Vuokatti.

## Statistiken

### Weltcupplatzierungen
Die Tabelle zeigt alle Platzierungen (je nach Austragungsjahr einschließlich Olympische Spiele und Weltmeisterschaften).
- 1.–3. Platz: Anzahl der Podiumsplatzierungen
- Top 10: Anzahl der Platzierungen unter den ersten zehn (einschließlich Podium)
- Punkteränge: Anzahl der Platzierungen innerhalb der Punkteränge (einschließlich Podium und Top 10)
- Starts: Anzahl gelaufener Rennen in der jeweiligen Disziplin
- Staffel: inklusive Mixed- und Single-Mixed-Staffeln

| Platzierung               | Einzel | Sprint | Verfolgung | Massenstart | Staffel | Gesamt |
| ------------------------- | ------ | ------ | ---------- | ----------- | ------- | ------ |
| 1. Platz                  |        |        |            |             |         |        |
| 2. Platz                  |        |        |            |             |         |        |
| 3. Platz                  |        |        |            |             |         |        |
| Top 10                    |        |        |            |             | 4       | 4      |
| Punkteränge               |        | 1      | 1          |             | 5       | 7      |
| Starts                    | 3      | 5      | 3          |             | 5       | 16     |
| Stand: Saisonende 2024/25 |        |        |            |             |         |        |

### Weltcupwertungen
Ergebnisse bei Weltcups (Disziplinen- und Gesamtweltcup) gemäß Punktesystem.
| Saison  | Einzel | Einzel | Sprint | Sprint | Verfolgung | Verfolgung | Massenstart | Massenstart | Gesamt | Gesamt |
| Saison  | Platz  | Punkte | Platz  | Punkte | Platz      | Punkte     | Platz       | Punkte      | Platz  | Punkte |
| ------- | ------ | ------ | ------ | ------ | ---------- | ---------- | ----------- | ----------- | ------ | ------ |
| 2024/25 | –      | –      | 71.    | 11     | 75.        | 5          | –           | –           | 76.    | 16     |

### Biathlon-Weltmeisterschaften
Ergebnisse bei den Weltmeisterschaften:
| Weltmeisterschaften | Weltmeisterschaften | Einzelwettbewerbe | Einzelwettbewerbe | Einzelwettbewerbe | Einzelwettbewerbe | Staffelwettbewerbe | Staffelwettbewerbe | Staffelwettbewerbe |
| Jahr                | Ort                 | Einzel            | Sprint            | Verfolgung        | Massenstart       | Damenstaffel       | Mixedstaffel       | S.-M.-Staffel      |
| ------------------- | ------------------- | ----------------- | ----------------- | ----------------- | ----------------- | ------------------ | ------------------ | ------------------ |
| 2025                | Lenzerheide         | 70.               | 62.               | –                 | –                 | 15.                | –                  | –                  |

### Jugendweltmeisterschaften
Ergebnisse bei den Jugendweltmeisterschaften:
| Weltmeisterschaften | Weltmeisterschaften | Einzelwettbewerbe | Einzelwettbewerbe | Einzelwettbewerbe | Einzelwettbewerbe | Staffelwettbewerbe | Staffelwettbewerbe |
| Jahr                | Ort                 | Einzel            | Sprint            | Verfolgung        | Massenstart 60    | Damenstaffel       | Mixedstaffel       |
| ------------------- | ------------------- | ----------------- | ----------------- | ----------------- | ----------------- | ------------------ | ------------------ |
| 2021                | Obertilliach        | 53.               | 34.               | 60.               | nicht ausgetragen | 9.                 | nicht ausgetragen  |
| 2022                | Soldier Hollow      | 22.               | 34.               | 31.               | nicht ausgetragen | 4.                 | nicht ausgetragen  |
| 2023                | Schtschutschinsk    | 39.               | 24.               | 37.               | nicht ausgetragen | 8.                 | 6.                 |
| 2024                | Otepää              | 6.                | 23.               | N/A               | 31.               | 12.                | 4.                 |